# Čučer-Sandevo
Čučer-Sandevo (makedonska: Чучер-Сандево) eller kort Čučer är en ort i Nordmakedonien. Den är huvudort i kommunen med samma namn, i den nordvästra delen av landet, 13 kilometer norr om huvudstaden Skopje. Čučer-Sandeevo ligger 525 meter över havet och antalet invånare är 8 646.